# Lessònia austral
El lessònia austral (Lessonia rufa) és un ocell de la família dels tirànids (Tyrannidae).

## Hàbitat i distribució
Habita zones humides i zones obertes prop de l'aigua de les terres baixes i vessants dels Andes per sota dels 2000 m a Xile i l'Argentina, cap al sud, fins Terra del Foc.